# Automeris eogena
Automeris eogena é uma espécie de mariposa do gênero Automeris, da família Saturniidae.
Sua ocorrência foi registrada no México.